# LyricWiki
LyricWiki – była internetowa baza tekstów piosenek oraz encyklopedia oparta na MediaWiki. W marcu 2013 roku była to siódma co do wielkości instalacja MediaWiki z ponad 2 000 000 stron. Wszystkie teksty piosenek na LyricWiki były licencjonowane przez LyricFind.

## Zamknięcie serwisu
2 kwietnia 2019, LyricWiki zostało wyłączona z edycji przez Fandom za powtarzające się naruszenia warunków korzystania z serwisu. Strona została całkowicie zamknięta 21 września 2020 roku.